# Perspectiva con pórtico
Perspectiva con pórtico es un cuadro del pintor veneciano Canaletto, realizado en 1765, que se encuentra en la Galería de la Academia de Venecia. Es una de las pocas obras del autor que se conservan en su ciudad, pues era frecuente que los coleccionistas extranjeros compraran sus obras y las trasladaran a sus propios países. El cuadro fue un regalo a la Academia realizado dos años después de su ingreso (11 de septiembre de 1763), según era costumbre. La obra está fechada y firmada: ANTON…1765.

## El tema

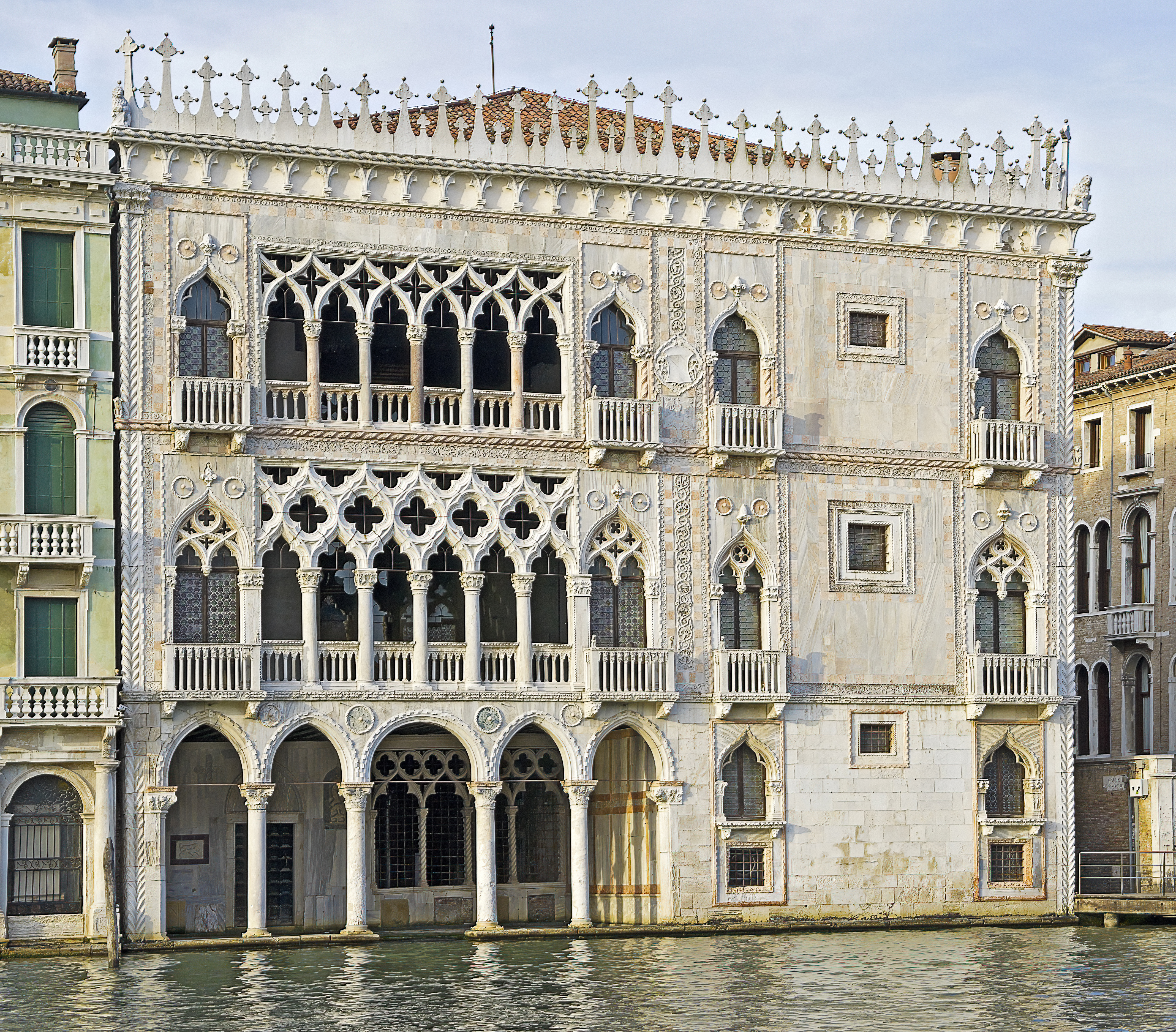
Ca' d'Oro.

Usada como modelo para la enseñanza, esta veduta combina aspectos reales como la luz, con porciones fruto de la imaginación del pintor, como el propio palacio de estilo rococó, inexistente pero basado en el modelo del auténtico palacio veneciano del siglo XV Ca' d'Oro. Como documento histórico, muestra cómo era la vida cotidiana de la ciudad de los canales en el siglo XVIII.

## Descripción de la obra
Con un excelente juego de sombras y luces, Canaletto recrea el pórtico de un palacio, con un uso sobresaliente de las perspectivas, concentrando el punto de fuga sobre la mujer sentada a la derecha de la imagen. Un arco de medio punto en el piso superior permite observar a varios trabajadores limpiando el palacio.